# Toxorhina vulsa
Toxorhina vulsa är en tvåvingeart som beskrevs av Alexander 1952. Toxorhina vulsa ingår i släktet Toxorhina och familjen småharkrankar.
Artens utbredningsområde är Peru. Inga underarter finns listade i Catalogue of Life.